# Panaspis annettesabinae
Panaspis annettesabinae — вид сцинкоподібних ящірок родини сцинкових (Scincidae). Ендемік Ефіопії. Описаний у 2020 році.

## Поширення і екологія
Panaspis annettesabinae відомі за зразком, зібраним в Оромії, у 8 км на південний захід від Беделе, на висоті 1840 м над рівнем моря.